# Sturnella magna
Sturnella magna là một loài chim trong họ Icteridae.

## Tham khảo

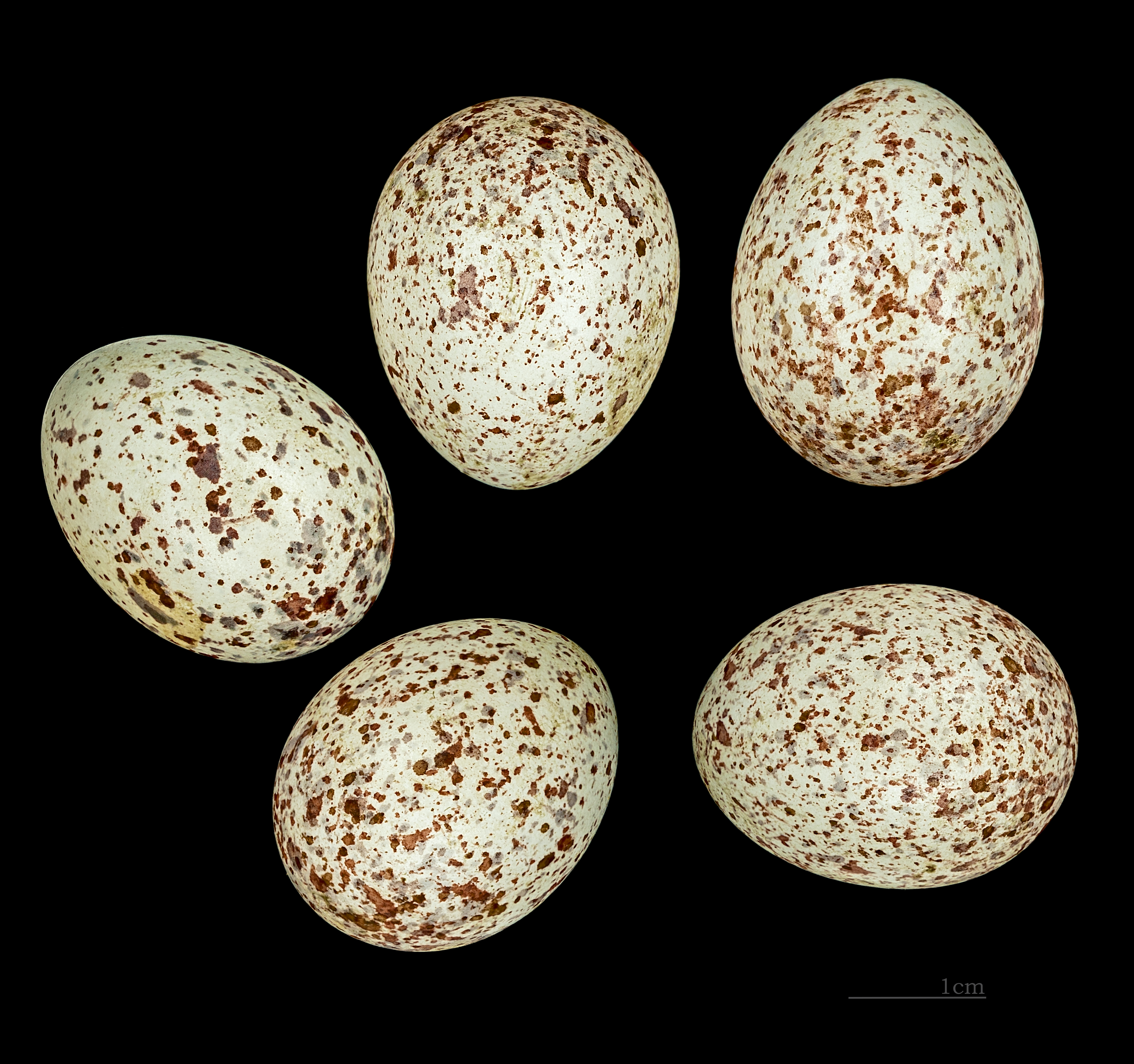
Trứng chim Sturnella magna